# Sky High – Diese Highschool hebt ab!
Sky High – Diese Highschool hebt ab! ist ein  US-amerikanischer Film des Regisseurs Mike Mitchell aus dem Jahr 2005. Der Film startete am 6. Oktober 2005 in den deutschen Kinos.

## Handlung
Der 14-jährige Will Stronghold ist der Sohn von Commander und Jetstream – den bekanntesten Superhelden der Welt. Niemand weiß, dass Will selbst aber keine Superkräfte besitzt. Deshalb wird er an der Sky High, einer fliegenden Highschool für Superhelden angenommen. Dort wird jeder Schüler nach seinen Kräften entweder zum Helden oder zum Heldenhelfer – auch Loser genannt – ausgebildet. Wie seine Freunde wird Will in die Klasse der Heldenhelfer gesteckt, fühlt sich dort aber zunächst sehr wohl, auch wenn er sich nicht traut, es seinen Eltern zu sagen. Erst bei einem Kampf mit seinem Mitschüler Warren Peace entwickelt Will Superstärke wie sein Vater und kommt in die Heldenklasse. Dort wird die hübsche Gwen Grayson auf ihn aufmerksam und lädt ihn schon nach kurzer Zeit als ihre Begleitung zum Ball ein.
Wills Eltern, besonders sein Vater, sind nun sehr stolz auf ihn, wegen seiner Power und seiner neuen, hübschen Freundin, doch darüber vergisst Will seine alten Freunde. Besonders Layla ist darüber sehr verärgert. Als er sie wegen Gwen versetzt, lernt sie Warren besser kennen und beschließt Will mit ihm eifersüchtig zu machen.
Gwen veranlasst Will währenddessen eine Party in seinem Haus zu veranstalten, zu der seine Freunde nicht eingeladen werden. Sie nutzt die Chance, um aus der geheimen Zentrale von Wills Eltern eine Waffe zu stehlen, die einst dem Schurken Royal Pain gehörte. Als Layla bei der Party auftaucht und Will sieht, wie schlecht sie von Gwen behandelt wird, trennt er sich von ihr und beschließt nicht mehr zum Ball mit ihr zu gehen.
Auf dem Ball, zu dem auch Wills Eltern eingeladen sind, entpuppt sich Gwen als Royal Pain. Ihre Waffe hat die Macht Menschen in Babys zu verwandeln. Dasselbe passierte ihr auch beim Kampf mit dem Commander. Nun sinnt sie auf Rache und verwandelt alle anwesenden Lehrer und Schüler in Babys. Die Schule will sie abstürzen lassen. Will hat inzwischen erkannt, dass Gwen die Waffe gestohlen hat und fliegt mit Hilfe des Busfahrers Ron Willson zur Schule. Die einzigen, die noch gegen Royal Pain und ihre Helfer stehen, sind Wills Freunde aus der Heldenhelferklasse. Es gelingt ihnen Gwens Freunde zu besiegen und den Absturz der Schule zu verhindern. Will stellt sich Royal Pain und entdeckt während des Kampfes, dass er wie seine Mutter fliegen kann.
Die „Loser“ retten die Schule, alle können zurückverwandelt werden. Will freundet sich mit seinem ehemaligen Feind Warren an und kommt mit Layla zusammen.

## Bemerkenswertes
- Magenta heißt in der deutschen Version des Films Violetta.
- Am Ende des Films sagt die Direktorin Powers (Lynda Carter) sie sei nicht Wonder Woman. Mit dieser Rolle wurde Carter in den 1970ern bekannt.
- Während einer Stunde schreibt Mr. Boy „Grammatik für Heldenhelfer“ an die Tafel mit dem Lückentext „Holy ___, ___man“. Dies ist eine Hommage an die alte Batman-Serie, in denen Robin (Batmans Heldenhelfer) häufig Sätze wie: „Heilige XY, Batman“ (Holy XY, Batman) benutzte.

## Kritik
„Der wenig innovative Film dekliniert die Standards des Genres durch und überrascht allenfalls durch die satirische Radikalität, mit der er das Zwei-Klassen-System amerikanischer High Schools bloßstellt.“

„Zum Ende hin etwas zu moralisierend, sprüht der gut getrickste Disney-Film dennoch vor Ideen.“

„Bonbonbuntes, aber belangloses Entertainment, das Ideen aus "Die Unglaublichen" und ähnlichen Filmen schlecht kopiert.“

## Die Synchronisation
| Rolle            | Schauspieler            | Synchronsprecher  |
| Will Stronghold  | Michael Angarano        | Hannes Maurer     |
| Ron Willson      | Kevin Heffernan         | Lutz Schnell      |
| Layla Williams   | Danielle Panabaker      | Catrin Dams       |
| Steve Stronghold | Kurt Russell            | Manfred Lehmann   |
| Josie Stronghold | Kelly Preston           | Bettina Weiß      |
| Gwen Grayson     | Mary Elizabeth Winstead | Giuliana Jakobeit |
| Coach Boomer     | Bruce Campbell          | Erich Räuker      |
| Ethan            | Dee Jay Daniels         | Tino Hillebrand   |
| Lash             | Jake Sandvig            | Julien Haggége    |
| Magenta          | Kelly Vitz              | Luise Helm        |
| Mr. Boy          | Dave Foley              | Oliver Rohrbeck   |
| Mr. Medulla      | Kevin McDonald          | Stefan Staudinger |